# Edmond Picard
Cet article concerne le jurisconsulte et écrivain belge. Pour architecte, voir Edmond Picard (architecte).
Pour les articles homonymes, voir Picard (homonymie).
Edmond Picard est un jurisconsulte et écrivain belge, né à Bruxelles le 15 décembre 1836 et mort à Dave le 19 février 1924.
Il est le fondateur en 1881 du Journal des Tribunaux, des Pandectes belges, qu'il rédige avec Napoléon d'Hoffschmidt, et de la revue L'Art moderne. Avocat à la cour d'appel de Bruxelles et à la Cour de cassation il est bâtonnier, professeur de droit, écrivain, dramaturge, sénateur socialiste, journaliste et mécène. Il est aussi un influent théoricien antisémite.
C'est aussi un socialiste de la première heure, avant la création du parti ouvrier belge. Il se range parmi les libéraux progressistes. Il se prononce rapidement pour l'adoption du suffrage universel masculin en Belgique. Il est notamment l'auteur d'un Manifeste des ouvriers, publié en 1866, dans lequel il réclame « l'égalité dans le droit de suffrage ». Il fait partie de la franc-maçonnerie.
Avec son épouse, Adèle Olin, ils constituent une collection d'art reconnue.

## Biographie

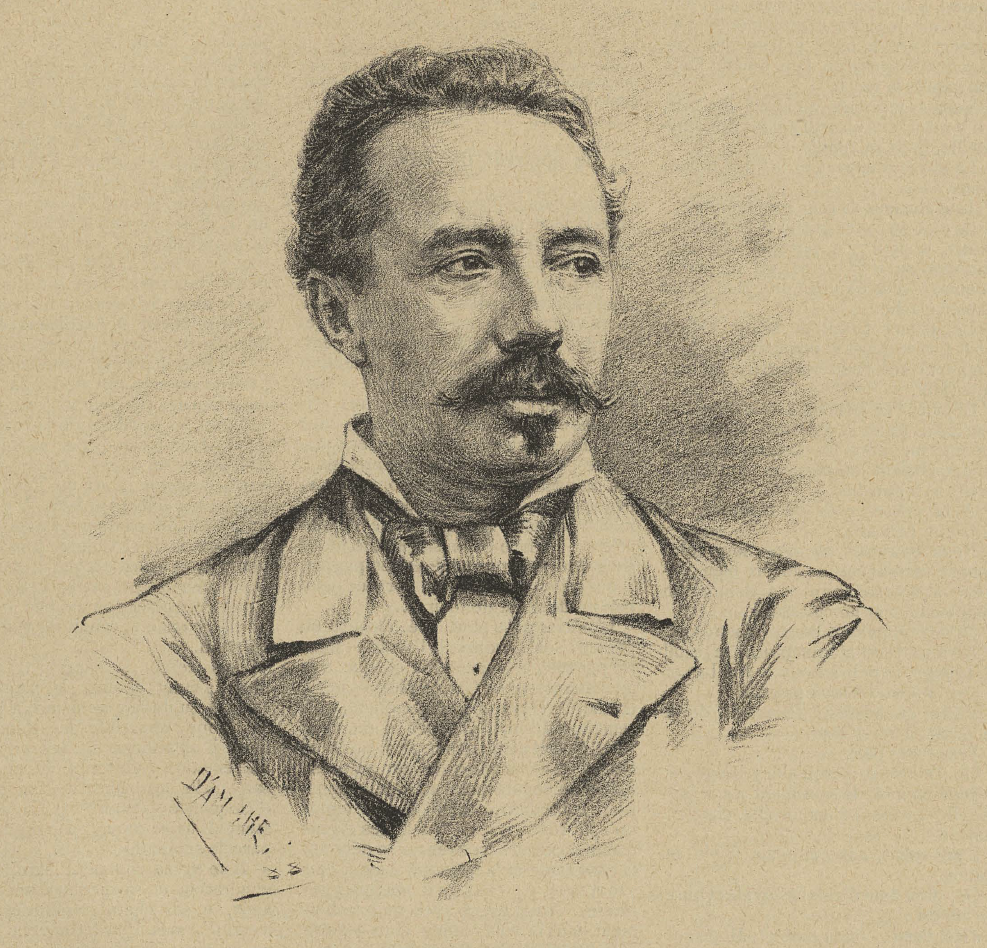
Edmond Picard en 1888.

Edmond Désiré Picard, né à Bruxelles le 15 décembre 1836, est le fils de François David Picard, avocat à Bruxelles, et de son épouse Marie Josèphe Moens qui s'étaient mariés à Bruxelles en 1829. Il est élevé par un père franc-maçon et une mère catholique pratiquante.
Après trois ans passés dans la marine marchande, Edmond Picard entame de brillantes études de droit à l’université libre de Bruxelles où son père, David Picard, est professeur.
En 1864, à Bruxelles, il épouse Adèle Olin, née à Bruxelles en 1842, et la fille du fabricant de papier Olin à la rue de l'Etuve mais aussi et surtout, la sœur de son ami Xavier Olin, qui fut avocat, et notamment ministre des chemins de fer dans le Cabinet Frère Orban. Ils eurent plusieurs enfants.
Juriste, il initie les Pandectes belges et fonde le Journal des tribunaux où il compte Iwan Gilkin (1858-1924) et Émile Verhaeren (1855-1916) parmi ses stagiaires tandis que l'un de ses collaborateurs n'est autre que l'écrivain Georges Rodenbach (1855-1898).
En 1882, il intervient dans le cadre de l'affaire Peltzer en qualité de conseil d'Armand Peltzer.
Passionné de littérature et écrivain lui-même, il fonde en mars 1881 avec entre autres Octave Maus et Eugène Robert la revue L'Art moderne qui prône un « art social » en réaction à « l'art pour l'art » que défend La Jeune Belgique. Cela lui vaut même un duel sans gravité avec Albert Giraud (1860-1929). Henri Nizet le caricature avec férocité sous les traits d'un auteur dénommé « Lenormand » dans son roman Les Béotiens en 1884. Il soutient la défense de Camille Lemonnier lors du procès où celui-ci est accusé d'atteinte aux bonnes mœurs.
Figure importante du mouvement symboliste, il est proche de la plupart des écrivains et artistes de la fin de siècle. Odilon Redon illustre Le Juré.
Mécène, il soutient Auguste Rodin (1840-1917) qu'il expose en 1899 dans son propre hôtel particulier.
Ses expériences maritimes ont façonné ses convictions politiques, le conduisant à s'engager en faveur des ouvriers et des pauvres. Après avoir rejoint l’aile progressiste du parti libéral belge, il est de 1865 à 1867 un des rédacteurs de l’hebdomadaire libéral-progressiste La Liberté et, en 1866, le principal auteur du Manifeste des Ouvriers. Dans ce Manifeste, il réclame surtout la suppression du suffrage censitaire.
Entamant une carrière politique, il est l'un des premiers sénateurs socialistes de Belgique, représentant la province de Hainaut de 1894 à 1919. Il propose au Parlement une série de lois sociales et se signale par sa défense passionnée des droits des ouvriers, mais ses opinions teintées d'antisémitisme ternirent son image.
Il est proche de l'écrivain naturaliste Léon Cladel. Picard fréquente et vit un temps avec sa fille, de 40 ans sa cadette Judith Cladel, la romancière biographe de Rodin, et qui - notons-le, compte tenu des théories professées par Picard - était née de mère juive. Il est proche également de l’homme de lettres Ray Nyst, son ami, qu’il défend à la Cour d’assises du Brabant en octobre 1919 dans le procès du journal La Belgique.
Considéré comme l'inventeur de « l'âme belge », il est l'un des moteurs d'un nationalisme naissant à cheval entre le XIXe et le XXe siècle. Comme d'autres intellectuels, il affiche une posture patriotique et peint un portrait aux teintes héroïques de la Belgique, martyre de la Première Guerre mondiale et sous l'occupation allemande. L'auteur relate ses souvenirs dans plusieurs journaux intimes et cahiers de guerre, conservés à KBR (ms III 228) et aux Archives et Musées de la Littérature. Après cette expérience catastrophique, il donne ses démissions comme avocat à la Cour de Cassation en 1920 et quitte par la suite Bruxelles. Il meurt en 1924 à l’âge de 87 ans à Dave, près de Namur.

## Théoricien antisémite et raciste

### Théories racistes
Edmond Picard a également été un apologue débridé de l'antisémitisme et du racisme, qu'il est attaché à légitimer sur le plan théorique. Toute sa vie politique, il professe cette haine. Selon lui « les races, l’Histoire le démontre, sont antagonistes », ou « antagoniques ». « Les races demeurent identiques à elles-mêmes », dit-il : « Ce sont là des espèces aussi nettement séparées que celles des animalités proprement dites ». Les Sémites sont « les races parasitaires », les Juifs sont « la peste ». Il va jusqu'à nier que Jésus-Christ était juif et est récusé par l'Église.
Dans son essai publié en 1896, En Congolie, il écrit à propos des Noirs : « Comme le singe, le noir est imitateur. […] C'est cette dextérité indéniable qui, sans doute, a fait naître l'illusion d'une assimilation complète, par ceux qui n'aperçoivent pas l'abîme qui sépare le simple imitateur du créateur. Là, en vérité, semble posée la borne infranchissable ».

### Perception
Certains écrits d'Edmond Picard ne sont pas indemnes de propos que l'on peut qualifier aujourd'hui de racistes voire de racialistes (ce dernier terme étant plus approprié sur le plan idéologique et politique)[réf. nécessaire].
Dans un essai, Foulek Ringelheim écrit en 1999 que : « Picard professa pendant quarante ans, jusqu'au dernier jour de sa vie en 1924, les formes les plus effroyables du racisme et de l'antisémitisme. Il ne fut pas un antisémite ordinaire comme beaucoup l'étaient à l'époque. Il avait horreur du conformisme. Il fut un antisémite enragé. En cela il fut véritablement grand ; le plus grand antisémite de son pays, le Drumont belge : un compliment qui l'aurait ravi. S'il est vrai que l'antisémitisme a été la maladie des sociétés européennes de la fin du XIXe et de la première moitié du XXe siècle, Edmond Picard a été un grand malade. Il fut le vulgarisateur de l'antisémitisme racial. Voilà pourquoi on évite de trop soulever le couvercle du sarcophage où il gît embaumé. Le mépris des races inférieures et la haine des Juifs ont fixé toute sa vision du monde, ont déterminé toutes ses conceptions sociales, juridiques, littéraires, « scientifiques ». De même que les mordus de la cuisine italienne mettent du basilic dans tous les plats, Picard assaisonnait tous ses écrits d'épices raciologiques. La race était pour lui le facteur fondamental de toute civilisation. Ce sénateur socialiste fut en vérité un préfasciste ».
De son côté, Bernard-Henri Lévy le qualifie dès 1981 de « premier disciple conséquent d'Arthur de Gobineau », et ajoute qu'il est « l'un des fondateurs du national-socialisme à la française. ».

## Postérité à Bruxelles
Un buste d'Edmond Picard est exposé au Palais de justice de Bruxelles. En 1994, l'avocat Michel Graindorge renverse ce buste en invoquant le caractère antisémite de Picard. Graindorge est condamné en première instance. Lors des débats en appel, l'avocat général déclara que « Le geste de renverser le buste d'un salaud est-il honorable ? Dans ce cas, il y aurait tant d'autres statues que l'on pourrait renverser au palais ». Le 27 novembre 1995, la Cour d'appel de Bruxelles lui accorde la suspension du prononcé de la condamnation. En 1998, le buste est replacé par le conservateur du Palais.
Une rue Edmond Picard est créée dans le cadre du « Plan général d'alignement et d'expropriation par zones du quartier Berkendael » (1902-1904), à cheval sur les communes d'Ixelles (1-43, 2-52) et d'Uccle, reliant la place Georges Brugmann à la rue Vanderkindere. Le 16 juin 2022, une réunion commune des collèges des bourgmestre et échevins d'Ixelles et d'Uccle a marqué la volonté de renommer la rue Edmond Picard en rue Andrée Geulen, une enseignante de l’Institut Gatti de Gamond, qui a caché des enfants juifs sous l’occupation et qui s’est vu décerner le titre de Juste parmi les Nations en 1989. Cette procédure a été réalisée en mai 2025.[réf. nécessaire].
Il est inhumé au cimetière de Laeken[réf. souhaitée].

## Publications

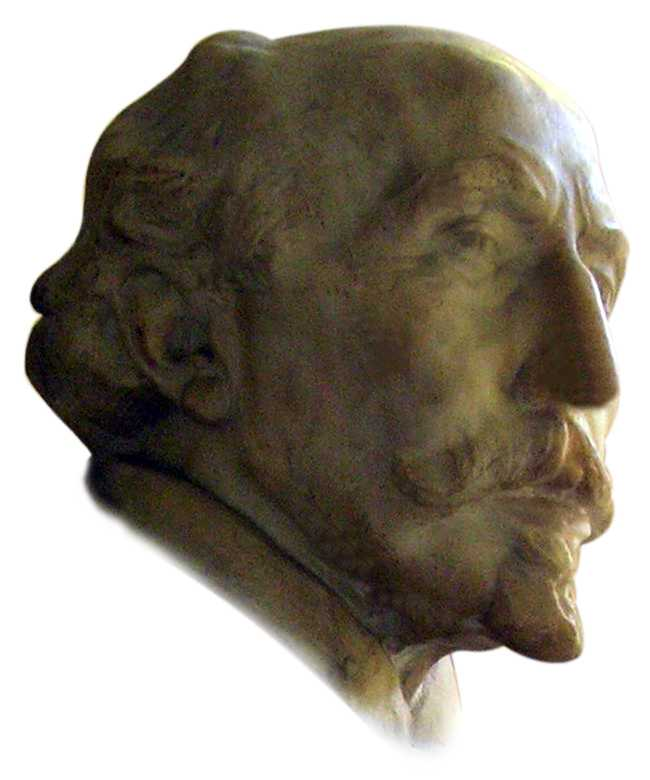
Edmond Picard d'après le buste de Louis Mascré (1918)

- Les Rêveries d'un stagiaire. Poésies, 1879 ;
- La Forge Roussel, scènes de la vie judiciaire, 1881 ;
- L'amiral, 1883 ;
- Le Juré, 1886 ;
- Désespérance de Faust, prologue pour le théâtre en 4 scènes ([lire en ligne])
- Pandectes belges, encyclopédie de législation, de doctrine, de jurisprudence belges, 151 volumes parus de 1878 à 1933 ;
- Synthèse de l'antisémitisme, 1892, réédité en 1942 ;
- Quarante-huit heures de pistole. Conte moral, Librairie du peuple, Bruxelles, 1893 ([lire en ligne]), 64 p. ;
- En Congolie, Bruxelles, Paul Lacomblez, 1896
- Jéricho, 1901 ;
- Ambidextre journaliste, 1904 ;
- Le Droit Pur, Paris, Flammarion, coll. « Bibliothèque de philosophie scientifique », 1908 ;
- La Libre Académie, Charte de Fondation, Éditions Larcier, 1913, 32 p. ;
- Les Constantes du droit, Paris, Flammarion, coll. « Bibliothèque de philosophie scientifique », 1921.